# Chiesa di San Donnino (Cortona)
La chiesa del Donnino o chiesa della Madonna della Croce è un edificio sacro che si trova in località Gragnetti, 3 km nordest di Mercatale, nel comune di Cortona, in provincia di Arezzo.

## Storia e descrizione
La monumentale chiesa era in origine (1537) dedicata alla Madonna Assunta, finché nel 1779 o 1781 vi venne trasferito il titolo della pieve di San Donnino.
L'impianto è a croce latina con abside semicircolare e all'interno si conserva un interessante altare in pietra serena con ornati fitomorfi e un bel fonte battesimale datato 1504 proveniente dalla pieve vecchia, della quale oggi rimangono solo pochi resti.